# Championnat d'Europe des Nations de karting
Le Championnat d'Europe des Nations de karting était une épreuve continentale annuellement organisée sous l'égide de la CIK-FIA (la CIK étant supervisée par la Commission Sportive Internationale de la FIA), concernant des engins de 125cm3. 

## Historique
La première édition de 1962 eut lieu sous forme d'une Coupe d'Europe des Nations attribuée au mois de novembre à Paris, alors que Jean-Marie Balestre dirigeait depuis peu la Commission Internationale de Karting (pour deux ans). Dès la saison suivante quatre épreuves différentes étaient retenues. En 1967 un trophée féminin international spécifique fut attribué pour la première fois, puis en 1969 un titre européen junior. En 1972, l'idée d'un Challenge d'Endurance fut lancée, alors sans suite immédiate.
À sa dernière attribution régulière en 1976, une catégorie 250 cm3 fut introduite. Les années suivantes, des titres individuels européens continuèrent uniquement à être attribués, alors que la catégorie N-140 kg apparaissait en 1978, puis celle des 100 cm3 en 1979.
Depuis 2006, une nouvelle Coupe des Nations 125 cm3 désormais mondiale est attribuée annuellement dans la discipline du karting, mais uniquement en Rotax Max Challenge (en) (RMC). Le lauréat 2004 est le français Sam Ghalleb, champion de France Rotax Max 2001, 2002 et 2004, 2e en 2000 (année de l'introduction en France). Les RMC Grand Finals planétaires sont une compétition annuelle sur invitation, où sont retenus les meilleurs pilotes de challenges nationaux ou continentaux, dans une soixantaine de pays. Ces courses sont reconnus par la CIK-FIA. Le Royaume-Uni se l'est octroyée en 2006, 2008, 2009 et 2012.

## Palmarès
| Année | Pays lauréat | Pilotes notables ou champion          |
| ----- | ------------ | ------------------------------------- |
| 1962  | Royaume-Uni  | -                                     |
| 1963  | France       | Jean-Michel Guillard                  |
| 1964  | Italie       | Guido Sala                            |
| 1965  | Italie       | Guido Sala                            |
| 1966  | Italie       | Susy Raganelli, Guido et Oscar Sala   |
| 1967  | France       | Monique Asselbur                      |
| 1968  | Allemagne    | Ute Teichmann                         |
| 1969  | Allemagne    | Hayer Peters Brandofer                |
| 1970  | Allemagne    | Hayer Peters Brandofer                |
| 1971  | Allemagne    | Hayer Peters Brandofer                |
| 1972  | Royaume-Uni  | Steeds Fullerton Allen                |
| 1973  | Italie       | Gorini Necchi Patrese Cheever         |
| 1974  | Italie       | Gorini Cheever Patrese Necchi         |
| 1975  | Italie       | Gorini Necchi gabbiani Rovelli        |
| 1976  | Italie       | Franco Baroni Dave Buttigieg (250cm3) |